# Whiskyn's
Whiskyn's fue un grupo español de rock catalán nacido en Reus (Bajo Campo) con el nombre de Whisky'ns Cullons a mediados de 1992, después de la disolución del grupo Terrat 26 (1989-1991). Sus componentes son Joan Masdéu, Manuel Lucio, Gerard Roca y Nando Oterino. También han pasado por el grupo Xavier Llorach, José Luis Sánchez, Cesc Solé y Toni Díaz.
En la primavera de 2009 anunciaron su disolución amistosa y de forma indefinida, después de la gira de conciertos del resto de año.

## Discografía
- Maqueta (1992)
- Whisky'ns cullons (1994)
- Toc al dos (1996)
- Lila (1997)
- De la nit al dia (1999)
- Lluny (2001)
- On (2004)
- Souvenirs (2005)
- Reus-París-Londres (2007)

Participaciones
- Els Joves (1993)
- Com un Huracà (1996)
- Altres cançons de Nadal, 2 (2002)
- Deixa't estimar en català-2 (2002)
- Remixes Global 06 (2006)
- El disc de la Marató (2006)

## Historia

### Primeros discos
En diciembre de 1992 graban su primera y única maqueta como Whisky'ns cullons en los estudios Entrepins de Tarragona, y en mayo de 1993 graban su primer disco, compartido con dos grupos más (Impresentables y Alta tensió) bajo el título genérico de "Els Joves" (Al·leluia Records). La presentación del disco se hace con un concierto de los tres grupos a la sala Zeleste de Barcelona el día once de septiembre del mismo año. Aquel mismo verano hacen más de una veintena de conciertos por diferentes pueblos de Tarragona.
En octubre de 1994 sale al mercado el primer L.P. íntegramente de la banda, que trae por título el mismo nombre del grupo: "Whisky'ns cullons" (Al·leluia Records). La grabación se realiza a los estudios Trama de Badalona. 
A comienzos de 1996 graban su segundo disco "Toc al dos" (Al·leluia Records) con producción de Joan Reig (batería de Els Pets) y donde destacan las colaboraciones de Ricard Puigdomènech (guitarrista de los Trogloditas), Xavier Macaya (violinista de Lluís Llach) y Nando Yuste (Camàlics). La presentación del disco se celebra con un concierto en la sala Bikini de Barcelona el 24 de abril. Paralelamente, se lleva a cabo la grabación del videoclip de la canción "Broker" a cargo de Orestes Lara. El grupo también colabora con la canción "Home de món" en el disco recopilatorio homenaje a Neil Young "Com un Huracà" (DiscMedi), junto con las formaciones más destacadas del panorama musical catalán: Sopa de Cabra, Els Pets, etc. La ruta de conciertos de "Toc al dos" finaliza a finales de verano de 1997 con un balance de más de sesenta conciertos por toda Cataluña, Comunidad Valenciana e Islas Baleares. 

### Cambio de discográfica y de nombre
El grupo cambia de compañía discográfica y firma contrato con DiscMedi. Al mismo tiempo también cambia de oficina de contratación y ficha por RGB Management. Durante el otoño de este mismo año graban su tercer disco: "Lila" (DiscMedi), en los estudios Aurha de Esplugas de Llobregat bajo la producción artística del guitarrista Marc Grau y el batería de Els Pets, Joan Reig. La presentación oficial del disco se celebra en la Sala Bikini de Barcelona el 26 de marzo. Paralelamente se graba el videoclip del primero sencillo: "Guia'm". La gira del año 1998 cuenta con un total de 40 conciertos por Cataluña e islas Baleares de los que hay que destacar los realizados en: Doctor Music Festival, Música Viva de Vic, Feria del Disco de Barcelona, Reus y Gerona, Sala Bikini, Senglar Rock de Prades. A partir de este tercer disco el grupo decide acortar el nombre y pasa a decirse Whiskyn's. El enero de 1999 empiezan una gira acústica por los teatros de todo Cataluña que durará hasta el mes de junio. 
En verano de 1999 año se retoman los conciertos eléctricos de la gira "Lila" y simultáneamente se empieza la preproducción del cuarto disco titulado "De la nit al dia". La grabación la realiza Maurizio Tonelli a los estudios Aurha de Esplugas de Llobregat, durante el mes de septiembre'99, bajo la producción artística de Josep Thió (Sopa de Cabra). El disco cuenta con colaboraciones destacadas como la de Lluís Gavaldà (Els Pets). "De la nit al dia" sale al mercado a mediados de octubre '99. La gira acaba el septiembre con un balance total (2000-2001) de 65 conciertos, destacando en la Plaza Mayor del Mercado de la Música Viva de Vic ante 15.000 personas y al 25.º aniversario de Diario Avui en el Palacio Sant Jordi de Barcelona ante 14.000 personas.
Durante todo el mes de septiembre de 2001 el grupo graba "Lejos", su quinto disco, bajo la producción artística de Josep Thió. Las mezclas y mastering se realizan a los estudios Music Lan de Avinyonet de Puigventós durante la primera quincena de octubre de 2001. El ingeniero de sonido es Joan Trayter. Sale al mercado en noviembre del mismo año y paralelamente empieza en Reus la "Gira Lluny 01-02" que llevará de nuevo al grupo por toda la geografía catalana.
En la primavera 2002 Whiskyn's cumple el 10.º aniversario como formación y lo celebran con un concierto especial en L'Espai de Barcelona el 26 de mayo de 2002, acompañados de una serie de invitados de lujo, todos ellos componentes de las principales bandas de la escena musical catalana, con quién Whiskyn's han compartido cartel varias veces a lo largo de estos diez años y que en esta ocasión los ayudan a repasar las canciones más representativas de la banda. Los músicos invitados son: Lluís Gavaldà y Joan Reig (Els Pets), Pemi Fortuny (Lax'n' Busto), Gossos, Ricard Puigdomènech (Los Trogloditas), Josep Thió (Sopa de Cabra), Titot (Brams).
Whiskyn's son los escogidos para inaugurar, el mes de octubre, el Primer Circuito Catalán de Sales, que se pone en marcha gracias a la iniciativa de Ressons y ASACC y que lleva al grupo a tocar por trece de las mejores salas de conciertos de Cataluña. El año 2002 se cierra con un balance de 50 conciertos de la "Gira Lluny" de los que, aparte de los realizados por toda la geografía catalana,  destacan los que el grupo hace, por primera vez, al resto de la geografía española. En diciembre de este año se edita el disco de villancicos "Altres cançons de Nadal, 2" (Música Global) en el que el grupo participa con la canción inédita "Nadal en soledat", compuesta expresamente para la ocasión.

### Nuevo cambio de discográfica
El grupo ficha para Música Global, quien publica On. Durante todo diciembre de 2003 el grupo se concentra en los estudios Tívoli de Vendrell para grabar su nuevo disco (el sexto de su trayectoria) bajo la producción artística de Pemi Rovirosa y mezclado por Marc Parrot en los estudios Grabaciones Silvestres. La producción del disco finalizará en los estudios Impact Mastering donde se hace el masteing del disco. El disco se titula On, puesto que este es un claro posicionamiento del grupo tanto musicalmente como en cuanto al mensaje de las letras. 
A finales del mismo mes de octubre el grupo edita Souvenirs (Música Global), su séptimo y nuevo disco grabado durante el verano de este mismo año. Souvenirs consolida el grupo como compositores de exquisitas melodías en canciones donde las guitarras, unas bases rítmicas crudas, las armonías vocales y los sintetizadores juegan un papel muy importante. La producción artística hecha a medida, una producción cruda, desnudada y al mismo tiempo llena de detalles que, dirigida por Pemi Rovirosa, grabada por Jesús Rovira y mezclada y masterizada por Marc Parrot, pasa a ser la más transgresora de la discografía del grupo. Souvenirs cuenta con la colaboración de varios músicos invitados, como son: Marc Ros (Sidonie), Alba Pellissé (violines), Caterina Comas (violas), David Ferrés (cellos), y Jaume Aguza (acordeón). Todos los teclados y sintetizadores son grabados por Àngel Santiago, que los acompañará en directo durante la gira. El 1 de noviembre de 2005 se da el pistoletazo de salida a la Gira Souvenirs 2005-2006 con un concierto de presentación del disco celebrado en las barracas de Gerona, dentro del marco de las fiestas de San Narciso.
El grupo participa en el Maratón de TV3 con la edición del disco de la maratón, en el que presentan una versión de Gaudeix el silenci (Enjoy the silence), original del Depeche Mode.

## Premios
- Ganadores del certamen de promoción musical UT-93 Música (1992)
- Ganadores del concurso musical tarraconense "Canya'n'roll 94" (1994)
- Los más populares del '99 (1999) de la Cadena Cope-Cadena 100
- Premio Enderrock a "La mejor portada de disco" (2000)